# Lepturinae
Sous-famille
Les Lepturiens (Lepturinae) sont une sous-famille de coléoptères cérambycidés, répandue dans tout le monde avec un peu plus d'un millier d'espèces.

## Morphologie

### Adulte
Les Lepturinae sont généralement caractérisés par des dimensions relativement moyennes ou petites, aspect élongé, tête prognathe souvent prolongée en rostre, aire stridulatoire divisée (sauf les groupes plus évolués), pattes allongées, (surtout les postérieures) et anches antérieures parfois coniques.

Les antennes sont généralement courtes, sauf dans les taxons plus primitifs (Xylosteini, Stenocorus, Oxymirus).

Les ailes postérieures présentent une celle dans la région anale qui disparait dans les groupes plus évolués (Dorcasomini, Holopterini, Necydalini).

### Larve

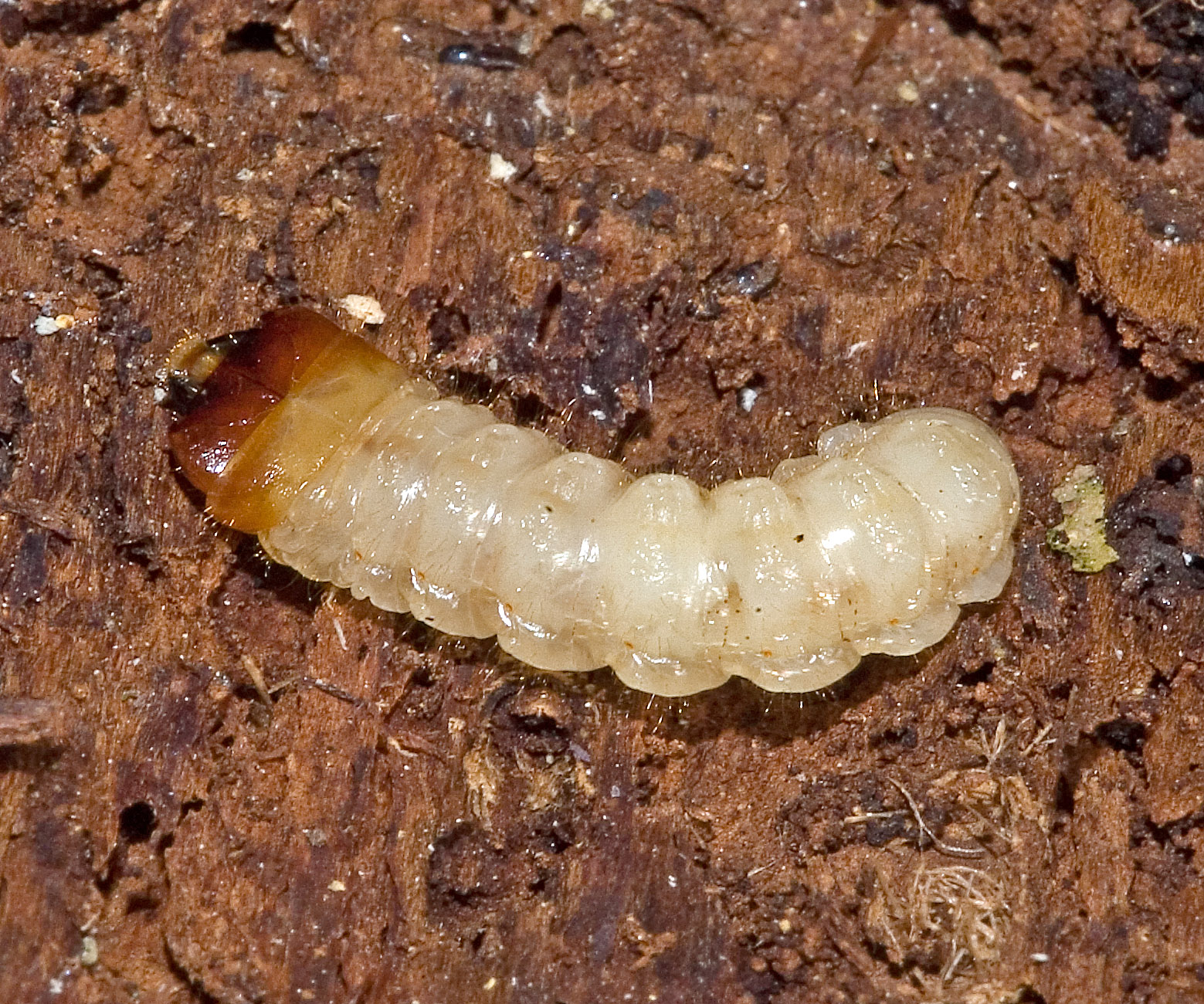
Larve de Rhagium inquisitor (Linné, 1758)

Les larves, presque toujours munies de pattes plus ou moins développées, sont caractérisées par la tête large, divisée par deux par l'aire d'insertion musculaire, et par la lèvre supérieur large.

Les groupes plus primitifs (Xylosteini, Rhagiini), portent généralement une ou deux épines sur le dernier segment abdominal, qui indiquent leur parenté avec les Spondylidinae. Toutefois le genre Rhagium comporte ces deux types de larves : avec épines pour les sous-genres Megarhagium et Hagrium, et sans épines pour le sous-genre Rhagium.

## Biologie

### Adulte

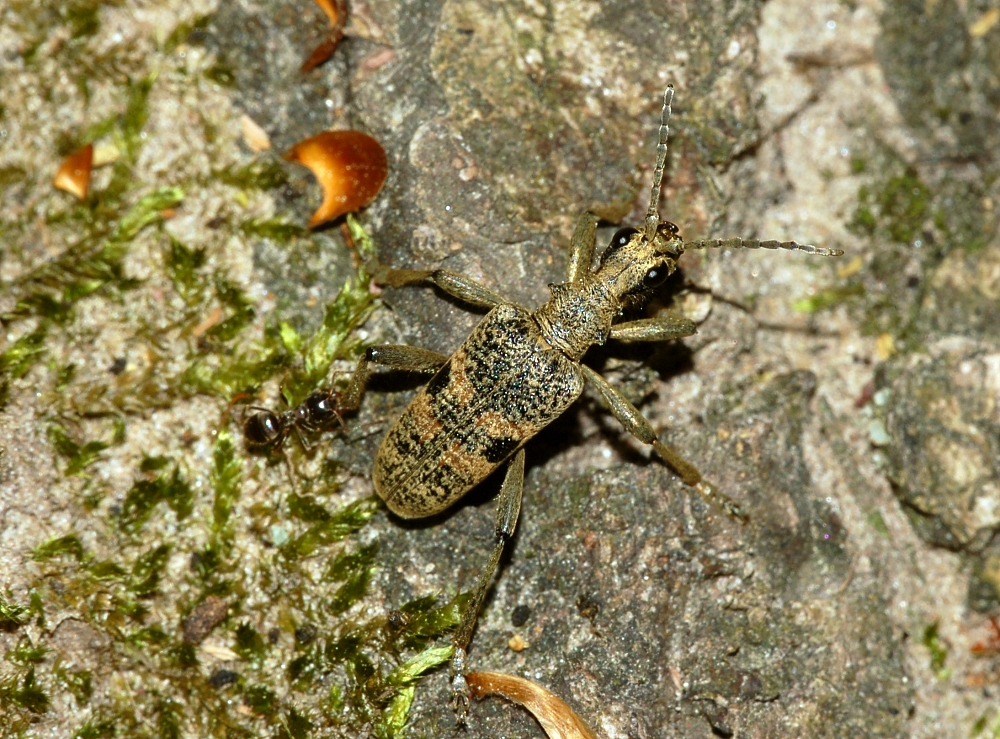
Rhagium mordax (DeGeer, 1775)

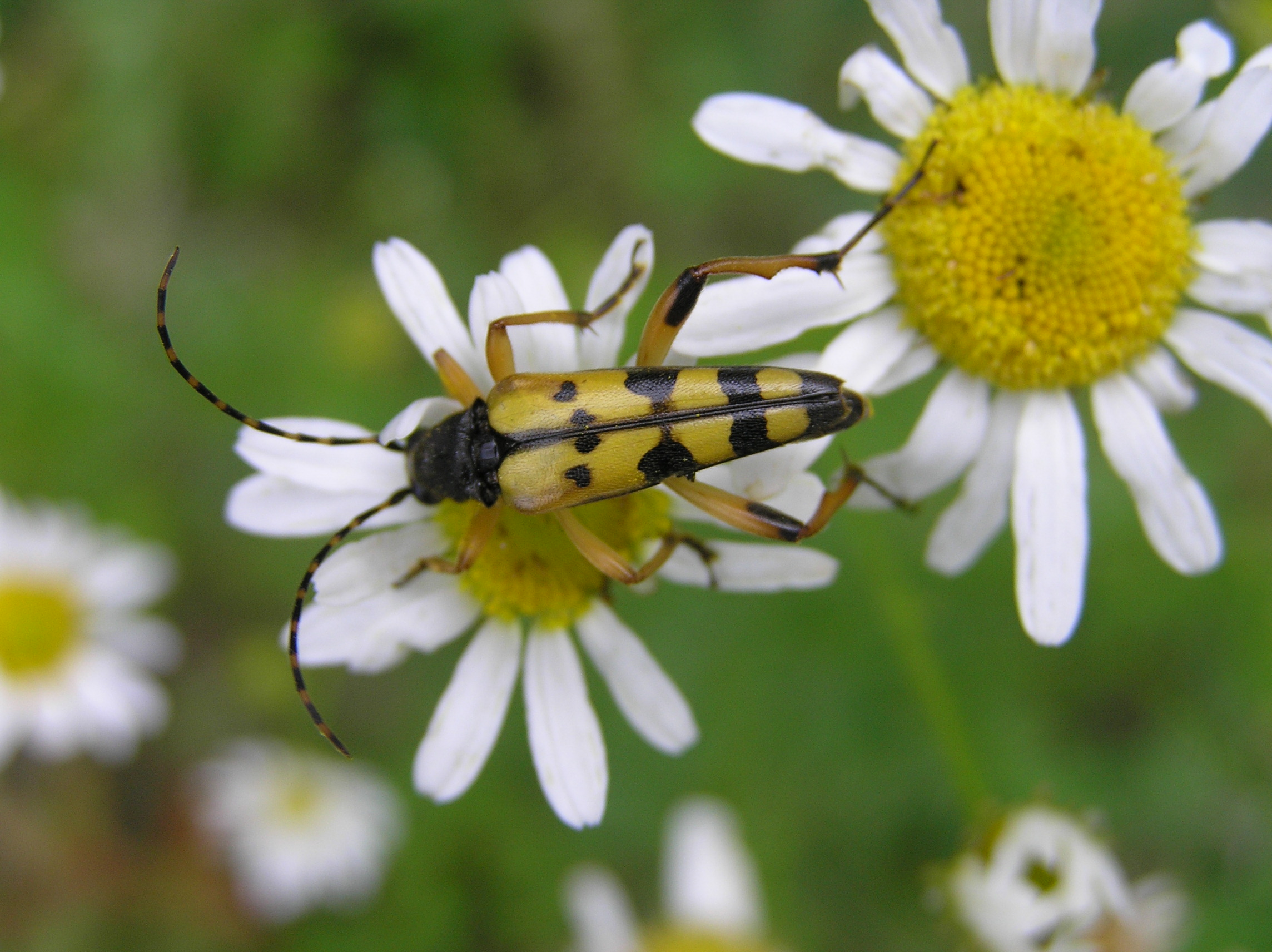
Leptura maculata Poda, 1761 ♂

Les Lepturinae peuvent être nocturnes ou diurnes.

Les tribus plus primitives (Xylosteini) sont constituées d'espèces nocturnes et arboricoles. Une telle caractéristique s'est maintenue aussi dans plusieurs Lepturinae de l'Afrique australe qui ont été regroupés dans la tribu des Dorcasomini.
Les Rhagiini, les Lepturini, les Desmocerini et les Necydalini sont au contraire tous diurnes.

Les Rhagiini plus primitifs (Stenocorus, Oxymirus, Rhagium, Rhamnusium, etc.) sont arboricoles et ne se trouvent que rarement sur les fleurs.
Ces espèces sont souvent fournies de colorations peu voyantes avec des teintes brunes qui les confondent avec le milieu environnant : il s'agit de mimétisme cryptique.

Certains Rhagiini plus évolués (Brachyta, Gaurotes, Pidonia) sont au contraire floricoles. Le genre Pachyta (Rhagiini) comprend soit des espèces arboricoles soit floricoles.

Les Lepturini (qui ont évolué à partir des Rhagiini) sont au contraire presque tous floricoles, sauf quelques espèces plus primitives du genre Stictoleptura.

Ces espèces présentent souvent des colorations aposématiques avec des teintes contrastantes rouge-noir ou jaune-noir (analogues à celles des Cerambycinae Trachyderini et Clytini) avec une fonction d'avertissement contre les possibles prédateurs. Toutefois, puisqu'il s'agit d'espèces inoffensives, une telle coloration appartient au mimétisme batésien.

### Larve
Les larves des Lepturinae attaquent généralement les arbres feuillus et les conifères, en se nourrissant du bois pourri ou vivant, du tronc, des branches ainsi que de l'appareil radical.
 
Certains genres (Dinoptera, Pidonia, Cortodera, certains Dorcasomini) vivent au sol en se nourrissant des racines et elles ont évolué en formant des pattes développées et un corps pigmenté.

## Systématique
Puisqu'il s'agit du groupe le plus primitif parmi les cérambycidés, avec des affinités évidentes avec les autres familles des Cerambycoidea et des Chrysomeloidea, la position  systématique de certaines tribus est devenue l'objet de controverses qui ont porté à les diviser ou à les réunir au complexe des Lepturinae.

Les Lepturinae ont été divisés en huit tribus. La tribu des Eroschemini Lacordaire, 1869, souvent incluse dans les Lepturinae, appartient en réalité aux Cerambycinae.
- Dorcasomini Lacordaire, 1869 (= Apatophysini Lacordaire, 1869)
- Desmocerini Blanchard, 1845
- Encyclopini Le Conte, 1873
- Holopterini Lacordaire, 1869
- Lepturini Latreille, 1804
- Necydalini Latreille, 1825
- Rhagiini Kirby, 1837
- Xylosteini Reitter, 1913

Parmi ces tribus, quatre sont répandues  en Europe (Rhagiini, Lepturini, Necydalini, Xylosteini) et seulement les trois premières en Suisse, France, Belgique et Luxembourg,.
Selon ITIS (4 avril 2018) :
- Desmocerini Blanchard, 1845
- Lepturini Latreille, 1802